# Irhtemita
La irhtemita és un mineral de la classe dels fosfats. Rep el seu nom de la mina Irhtem, al Marroc, la seva localitat tipus.

## Característiques
La irhtemita és un fosfat de fórmula química Ca₄Mg(AsO₄)₂(HAsO₄)₂·4H₂O. Cristal·litza en el sistema monoclínic.
Segons la classificació de Nickel-Strunz, la irhtemita pertany a «08.CB - Fosfats sense anions addicionals, amb H₂O, només amb cations de mida mitjana, RO₄:H₂O = 1:1» juntament amb els següents minerals: serrabrancaïta, hureaulita, sainfeldita, vil·lyael·lenita, nyholmita, miguelromeroïta, fluckita, krautita, cobaltkoritnigita, koritnigita, yvonita, geminita, schubnelita, radovanita, kazakhstanita, kolovratita i burgessita.

## Formació i jaciments
Va ser descoberta a la mina Ightem, a la localitat homònima del districte de Bou Azer, a la província d'Ouarzazate (Souss-Massa-Draâ, Marroc). També ha estat descrita l filó número 7 de la propera localitat de Bou Azer, així com a la República Txeca, França, Alemanya i l'estat nord-americà d'Utah.